# Anna Richardson
Anna Richardson   (Shropshire, 27 de setembre de 1970) és una presentadora televisiva anglesa, escriptora i periodista. Ha presentat diversos espectacles televisius per a Canal 4, incloent-hi Supersize vs Superskinny (2008–2009), The sex education show (2008–2011), Secret eaters (2012–2014), Supershoppers (2016–2019), i Naked attraction (2016–present).

## Primers anys
Richardson va néixer el 27 de setembre del 1970 a Wellington, Shropshire, Anglaterra, filla de Canon James Richardson, OBE, vicari de Gran Brington, Northamptonshire, i Janet, mestra d'ensenyament religiós. Va ser educada a l'Escola de St Mary i St Anne, un internat anglicà independent per a noies, a la localitat d'Abats Bromley, prop de Rugeley, Staffordshire.

## Carrera professional
Richardson va començar la seva carrera televisiva com a presentadora amb The big breakfast a Channel 4, i després, durant els sis anys següents, va aparèixer habitualment en programes televisius entre els quals s'inclouen Love bites per a ITV, pel qual va ser nominada per un premi de RTS.
Més tard, Richardson va presentar Love bites back, Dream ticket, Des res i la sèrie d'ITV Big screen, en la qual va entrevistar diverses personalitats prominents de Hollywood.
Richardson ha escrit i produït programes televisius com ara No waste like home, Turn back your body clock i la sèrie de Channel 4 You are what you eat.
A Channel 4, Richardson va encapçalar The sex education show, que es va emetre del 9 de setembre al 14 d'octubre del 2008. The sex education show va retornar al març del 2009 com a The sex education show vs. pornography. Una tercera sèrie, The sex education: Am I normal?, va ser retransmesa al juliol del 2010. La quarta sèrie, anomenada The sex education show: Stop pimping our kids, es va emetre del 19 al 21 d'abril del 2011. La cinquena sèrie va començar el 19 de juliol del 2011.
Richardson presenta Secret eaters a Channel 4, programa que va començar el 16 de maig del 2012. Juntament amb Louise Redknapp, és presentadora de How not to get old, que va començar el 7 d'agost del 2013. Richardson i Andi Osho presenten Supershoppers, que va començar a Channel 4 l'1 de febrer del 2016. Més recentment, Osho ha estat substituït per Sabrina Grant.
Presenta Naked attraction a Channel 4, programa que va començar el 25 de juliol del 2016.
El 2017, Richardson va copresentar How to retire at 40 a Channel 4. Del gener al juny del 2018, va ser panellista de sis episodis de Loose women d'ITV. Al febrer del 2018, va copresentar How to get fit fast amb Amar Latif a Canal 4.
El 2019, Richardson va presentar a Canal 4 Thomas Cook: The rise and fall of Britain's oldest travel agent, un documental sobre la fallida del grup Grup Thomas Cook.
Richardson presenta a Channel 4 How to save grand in 24 hours. El primer episodi es va emetre el 26 d'abril del 2021.
El 5 de maig del 2021, Channel 4 va confirmar que Richardson seria la presentadora de la nova versió de Changing rooms.

## Vida personal
Richardson va mantenir una relació de 18 anys amb el productor de televisió britànic Charles Martin i va sortir amb el comediant Demanden Perkins des del 2014 fins que es van "separar amistosament" el 2021.

### Disputa legal amb Arnold Schwarzenegger
Richardson va demandar Arnold Schwarzenegger i dos dels seus assessors, Sean Walsh i la publicista Sheryl Principal, sobre comentaris que aquests van fer sobre les seves declaracions que afirmaven que ell la grapejava. El cas es va tancar el 2006.